# Panmela Castro
Panmela Castro (Rio de Janeiro, 26 de junho de 1981) é uma artista e ativista brasileira. Seu trabalho de arte aborda, de uma forma confessional, as relações estabelecidas com a vivência na rua e questões sobre o corpo do outro em diálogo com o seu,  entre outras relacionadas à alteridade como a crítica cultural feminista. A artista tem seu trabalho reconhecido em âmbito nacional e internacional,  e seus trabalhos fazem parte de diversas coleções e acervos ao redor do mundo. É considerada pelo O Globo uma das artistas mais proeminentes da arte contemporânea brasileira 

## Biografia
Panmela nasceu e cresceu no bairro da Penha,  subúrbio do Rio de Janeiro. Graduada em Pintura pela Escola de Belas Artes da Universidade Federal do Rio de Janeiro (UFRJ) e mestre em Processos Artísticos Contemporâneos pelo Instituto de Artes da Universidade do Estado do Rio de Janeiro (UERJ), sua arte tem influência das questões relacionadas ao corpo feminino e ao diálogo com a urbe. 
Panmela, que se autodenomina enquanto uma mulher miscigenada no Brasil, foi criada como uma garota branca por sua família conservadora de classe média baixa na Penha, bairro no subúrbio do Rio de Janeiro.
Sua mãe, Dona Elizabeth, enfrentou uma série de dificuldades financeiras e vivenciou alguns episódios de violência doméstica com seu primeiro marido, até que decidiu fugir e se casou novamente com outro homem, que lhe proporcionou uma vida mais digna e criou Panmela como filha. Sem educação formal, seu novo pai fez com que conseguisse se dedicar aos estudos por um tempo, mas ao completar 15 anos, ele declarou falência. Foi com essa idade que a artista, ainda muito nova, precisou trabalhar para ajudar nas despesas de casa. 

## Percurso
Numa conjuntura familiar desestabilizada, Panmela abandonou a casa de seus pais e decidiu morar em Manguinhos, conhecida como uma das favelas mais perigosas da cidade. Para dar conta das despesas de sua nova realidade, ela passou a desenhar as pessoas na rua, e cobrava um real por cada desenho. 
Adotando o pseudônimo Anarkia Boladona, ao participar do movimento de pichação carioca – até então composto majoritariamente por homens cisgêneros – a artista se tornou a primeira garota de sua geração a escalar prédios para borrifar sua etiqueta, além de ter feito intervenções ilegais por toda a cidade. A partir de então, passou a dedicar-se ao grafite, e foi uma das primeiras grafiteiras a pintar trens na cidade do Rio.
Em 2005, Panmela foi espancada e mantida em cárcere privado pelo então companheiro, e a partir desse episódio passou a se dedicar a pintura nos murais, onde, afetada pela experiência da violência doméstica, passou a entender o grafite enquanto forma de denúncia, trazendo um caráter político para suas obras que reverbera até hoje em suas telas e performances.

### Performance

Honra ao Mérito é uma performance participativa da artista Panmela Castro.

Paralelamente ao grafite, a artista (que já adotara seu nome civil enquanto nome artístico) passou, em seus trabalhos, a provocar e polemizar a convivência com a rua e com as verdades instituídas pelo patriarcado, em especial em relação ao corpo feminino, à sexualidade e à subjetividade, analisando as relações de poder. Revogou, dessa forma, a possibilidade restrita de concepção da sua produção artística, entendendo a arte enquanto seu próprio estilo de vida. Dessa maneira, sua vivência pessoal, junto de suas intimidades, atitudes, escolhas por caminhos não convencionais e o diálogo com a rua seriam o processo mais importante, ou seja, a obra em si.
Sua primeira performance pública aconteceu em 7 de julho de 2015, na abertura da Exposição Eva, onde convidou o público a cortar totalmente o seu cabelo. No ano de 2016,  apresentou suas duas performances sequentes: Porquê? realizada no Museu Bispo do Rosário Arte Contemporânea, onde caminhou com um enorme vestido pink e riscou em seu peito com uma navalha a palavra Porquê? e A Imitação da Rosa, onde convidou o público a caminhar pelos jardins do Museu da República em um vestido siamês.

### Pintura

Vulcanica Pokaropa, da série Mulheres Negras Não Recebem Flores, 2022. Óleo sobre tela, 70 × 50 × 8 cm

Depois de um longo período no grafite e na performance, Panmela Castro revisita suas memórias de infância e juventude, além de resgatar sua formação acadêmica, e volta a produzir séries de pinturas em que expõe seus desejos e dilemas enquanto uma artista que, apesar de internacionalmente conhecida e não mais viver em condições precárias, precisa lidar com as fragilidades da vida, sobretudo as que são evocadas pelo passado. Em suas pinturas atuais, Panmela aborda desde questões do seu cotidiano, como visto na série Expurgo, memórias, como apresentado na série Saudade e até sobre questões de preterimento, acolhimento e racismo estrutural, como intimamente exposto na série Mulheres Negras Não Recebem Flores. 

### Rede Nami e Trabalho Social
Em 2010, Panmela fundou a Rede NAMI, instituição de artes e direitos humanos que já investiu em mais de 9 mil mulheres. A instituição, que pensa e discute a situação da mulher na sociedade, sobretudo das mulheres negras, realiza projetos sociais e usa a arte como um instrumento de transformação cultural. Suas integrantes acreditam que podem tornar o mundo um lugar melhor, usando o grafite para uma mudança social positiva.
Em 2015, com apoio da Fundação Ford, a Rede Nami desenvolveu o programa #AfroGrafiteiras, que formou um grupo de 30 artistas nas temáticas da arte urbana, comunicação, raça e gênero.

### Ações e Prêmios
Além de estudar na prestigiada Escola de Belas Artes da Universidade Federal do Rio de Janeiro(UFRJ), Anarkia conquistou lugar como uma das figuras mais importantes do graffiti Brasileiro através de sua arte com consciência social. Hoje, Anarkia promove sua missão em diferentes lugares do mundo compartilhando sua visão através de palestras, exposições e workshops, em festivais, fóruns e conferências  - das Organização das Nações Unidas, da Organização dos Estados Americanos, da Fundação Rosa Luxemburgo, da Família Ayara, do Festival Manifesto, FASE e Caramundo. Além de produzir murais e expor em diversos países, Anarkia recebeu inúmeros prêmios e reconhecimentos, incluindo o Prêmio Hutúz, como grafiteiro da década em 2009 e o Vital Voices Global Leadership Awards na categoria de direitos humanos, entrando assim para o grupo de seletas homenageadas como a Presidente do Chile Michelle Bachelet, a pioneira antitrafico de mulheres Somaly Mam, a premio Nobel Laureate Muhammad Yunus, e a secretária dos Estados Unidos Hillary Clinton. Em 2012 foi homenageada pela Diller Von Furstenberg Family foundation com o DVF Awards da famosa estilista Diane von Fürstenberg junto de outras mulheres como Oprah Winfrey, entrou para lista da revista Newsweek  como uma das 150 mulheres que estão "Bombando" no mundo e em 2017 foi citada na lista de 18 nomes de ativistas da nova geração que estão fazendo a diferença da W Magazine.
Em 2015 foi homenageada com o prêmio Mulher Melhor, o prêmio Toda Extra e indicada ao prêmio Empreendedor Social de Futuro da Folha de S.Paulo. Em 2016 foi indicada ao prêmio Cláudia na categoria cultura.